# Sicarius spatulatus
Sicarius spatulatus is een spinnensoort in de taxonomische indeling van de Vioolspinnen (Sicariidae).
Het dier behoort tot het geslacht Sicarius. De wetenschappelijke naam van de soort werd voor het eerst geldig gepubliceerd in 1900 door Reginald Innes Pocock.